# دوروتی منلی
دوروتی منلی (انگلیسی: Dorothy Manley; ۲۹ آوریل ۱۹۲۷ – ۳۱ اکتبر ۲۰۲۱) ورزشکار دو و میدانی اهل بریتانیا بود.
وی در مسابقات کشوری و بین‌المللی در مجموع برندهٔ ۱ مدال طلا، ۲ مدال نقره، ۲ مدال برنز شده‌است.